# Aníbal Muñoz Duque
Aníbal Muñoz Duque (3 de outubro de 1908 - 15 de janeiro de 1987) foi um cardeal católico romano e arcebispo de Bogotá.

## Biografia
Nasceu em Santa Rosa de Osos, na Colômbia, filho de José María Muñoz e Ana Rosa Duque. Ele foi educado no Seminário de Santa Rosa de Osos. Foi ordenado sacerdote em 19 de novembro de 1933. Após sua ordenação, foi membro do corpo docente e prefeito do Seminário Menor do Instituto de Missões de Yarumal, de 1933 a 1937. Foi promovido a reitor e vice-superior geral do Instituto de Yarumal. Em 1950 foi pró-vigário geral da diocese de Santa Rosa de Osos até 1951.

## Episcopado
O Papa Pio XII nomeou-o Bispo de Socorro e San Gil em 8 de abril de 1951, e foi consagrado em 27 de maio pelo Núncio Apostólico na Colômbia. Ele foi transferido para a diocese de Bucaramanga em 18 de dezembro de 1952, onde serviu até ser promovido à sede metropolitana de Nueva Pamplona em 3 de agosto de 1959. Muñoz Duque participou do Concílio Vaticano II em Roma. 
Foi eleito presidente da Conferência Episcopal da Colômbia em 1964, servindo até 1972. Foi nomeado administrador apostólico da arquidiocese de Bogotá em 15 de abril de 1967 e transferido para a sede titular da Cariana em 30 de março de 1968. Recebeu a visita do Papa Paulo VI a Bogotá em agosto de 1968, por ocasião do 39º Congresso Eucarístico Internacional; foi a primeira visita papal à América Latina. Muñoz Duque foi nomeado Arcebispo Coadjutor de Bogotá em 2 de fevereiro de 1969. Ele sucedeu à Arquidiocese de Bogotá em 29 de julho de 1972 e foi nomeado vigário militar da Colômbia no dia seguinte.

## Cardinalato
Aníbal Muñoz Duque foi criado e proclamado cardeal-sacerdote de San Bartolomeo all'Isola no consistório de 5 de março de 1973. Participou dos conclaves que elegeram o papa João Paulo I e o papa João Paulo II em agosto e outubro. Ele renunciou ao governo pastoral da Arquidiocese de Bogotá em 25 de junho de 1984.
Muñoz Duque morreu em 15 de janeiro de 1987, e está enterrado na Catedral de Santa Fé de Bogotá, perto da capela de El Sagrario.

## Link Externo
- The Cardinals of the Holy Roman Church